# Голос відродження (газета, Бродівський район)
Го́лос Відро́дження — суспільно-політична україномовна газета, що виходить у Бродах двічі на тиждень. Розповсюджується у місті Броди та селах колишнього Бродівського району Львівської області.

## Історія
Заснована 2 жовтня 1939 року під назвою «Червоні Броди» як друкований орган Бродівського райвиконкому та Районного комітету КП(б)У. У радянські часи двічі змінювала назви: перший раз у серпні 1944 року — «Червоний промінь» та другий у березні 1963 року — «Прапор комунізму». У 1960-х роках при редакції газети «Прапор комунізму» було створено і діяло літературне об'єднання, а головним редактором газети був Панас С. М.. Від жовтня 6 жовтня 1990 року видається під сучасною назвою — «Голос Відродження». На газетних шпальтах висвітлюються соціально-економічні та політичні проблеми Бродівського району.
8 грудня 1998 року первинна організація Національної спілки журналістів України стала засновником інформаційно-рекламного додатку районної газети «Голос відродження» під назвою «Броди вечірні».
Також редакція «Голосу відродження» заснувала літературно-краєзнавчий журнал «Брідщина».
Раз на тиждень, накладом у 257 примірників, виходить інформаційно-рекламний додаток газети «Голос відродження» — тижневик «Броди вечірні» (т. в. о. редактора — Галина Петрусь). Передплатний індекс додатку: 90093. Останній номер «Бродів вечірніх» вийшов 27 грудня 2017 року і відтоді тимчасово призупинено випуск тижневика через підняття цін на поліграфічні послуги, збільшення тарифів «Укрпошти», що призвело до підвищення ціни на тижневик для його читачів, а відповідно кількість читачів значно зменшилася. Редакція планує робити вставки «Бродів вечірніх» до газети «Голос Відродження».
30 листопада 2018 року комунальне підприємство «Районна газета "Голос Відродження"» реорганізоване шляхом перетворення у товариство з обмеженою відповідальністю «Газета "Голос відродження"», засновниками якого стали члени трудового колективу.